# The Silent Force
The Silent Force treći je studijski album nizozemskog simfonijskog metal sastava Within Temptation, objavljen 15. studenog 2004. U Njemačkoj, Belgiji, Finskoj i Nizozemskoj je ubrzo nakon izlaska dosegao zlatnu nakladu. Naslov albuma je uzet iz knjige nizozemskog pisca Louisa Couperusa, s početka 19. stoljeća. Sve pjesme na albumu su na neki način povezane s knjigom.

## Popis skladbi
1. "Intro" – 1:58
2. "See Who I Am" – 4:52
3. "Jillian (I'd Give My Heart)" – 4:47
4. "Stand My Ground" – 4:28
5. "Pale" – 4:28
6. "Forsaken" – 4:54
7. "Angels" – 4:00
8. "Memories" – 3:51
9. "Aquarius" – 4:47
10. "It's the Fear" – 4:07
11. "Somewhere" – 4:14